# Pern-Lhospitalet
Pern-Lhospitalet is een fusiegemeente (commune nouvelle) in het Franse departement Lot (regio  Occitanie). De plaats maakt deel uit van het arrondissement Cahors. Pern-Lhospitalet is op 1 januari 2025 ontstaan door de fusie van de gemeenten Lhospitalet en Pern.